# Edelweiß-Kaserne
Die Edelweiß-Kaserne (1937–1964 Jäger-Kaserne, in Abgrenzung zur unmittelbar südlich gelegenen Karwendel-Kaserne ehemals selten auch „Nordkaserne“) ist eine Kaserne der Bundeswehr in Mittenwald in Bayern, in der das Gebirgsjägerbataillon 233 stationiert ist. Sie wurde 1937 errichtet und erhielt im Jahr 1964 ihren heutigen Namen.

## Lage

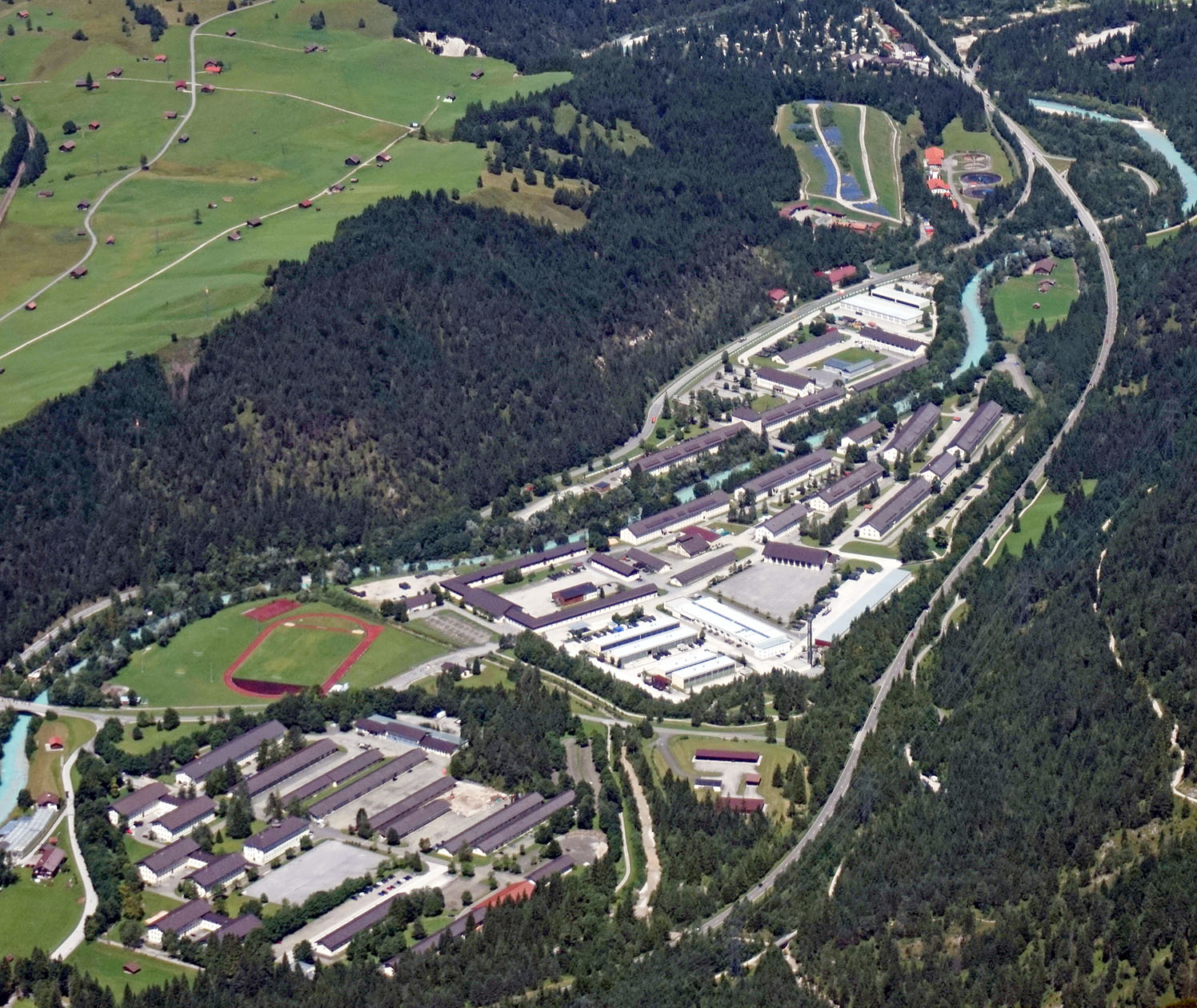
Das Gelände der Edelweiß-Kaserne (mittig) mit Blick nach Nordwesten. Im Süden liegt die Karwendel-Kaserne.

Die Kaserne liegt im Landkreis Garmisch-Partenkirchen etwa zweieinhalb Kilometer nordnordöstlich des Ortszentrums Mittenwalds. Circa dreieinhalb Kilometer südöstlich verläuft die Staatsgrenze zu Österreich. Unmittelbar östlich der Kaserne verläuft die Bundesstraße 2, westlich die Staatsstraße 2542. Die Liegenschaft wird von der Isar durchflossen. Gleich im Süden schließt sich mit der Karwendel-Kaserne ein weiteres Objekt der Bundeswehr an. Etwa zwei Kilometer nördlich liegt eine Standortschießanlage, zwei Kilometer westlich der Standortübungsplatz Mittenwald mitsamt des Hohen Brendten und der Luttensee-Kaserne.

## Benennung

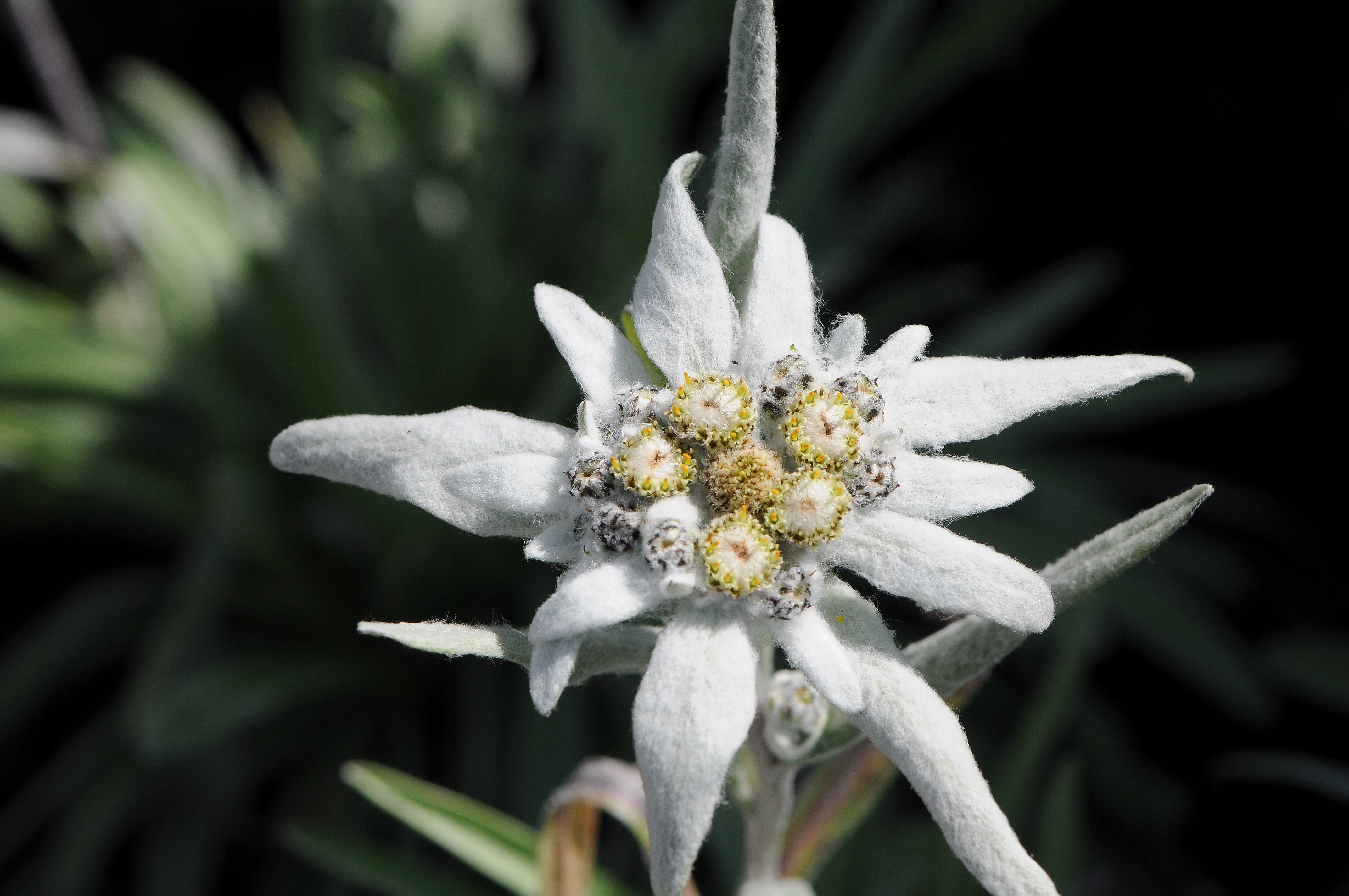
Das Alpen-Edelweiß (Leontopodium alpinum)

Die Kaserne ist nach dem Edelweiß benannt, einem Symbol der Gebirgsjägertruppe. Das Edelweiß dient dort ebenfalls als Ärmel- und Bergmützenabzeichen.

## Geschichte

### Nutzung durch die Wehrmacht
Der Bau der Edelweiß-Kaserne wurde im Jahr 1937 unter dem Namen „Jäger-Kaserne“ begonnen. Sie beheimatete ab November 1938 zunächst das Gebirgsjägerregiment 98 der 1. Gebirgs-Division der Wehrmacht. Während des Zweiten Weltkriegs diente die Edelweiß-Kaserne – wie auch die unmittelbar südlich gelegene Karwendel-Kaserne – vorwiegend der Unterbringung von Ausbildungseinheiten und Genesungskompanien.

### Nutzung zur Unterbringung von Kriegsvertriebenen

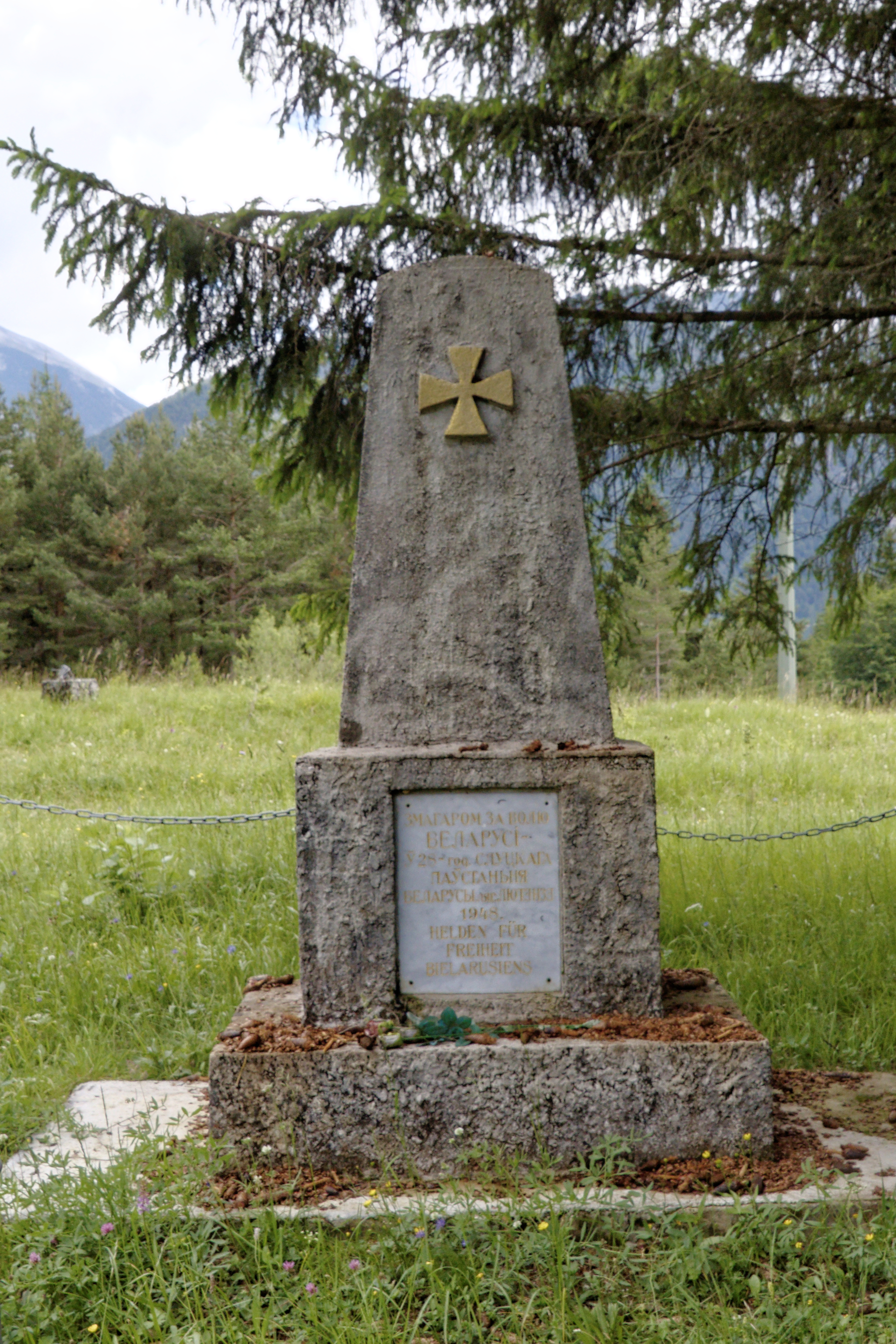
Denkmal weißrussischer Kriegsgefangener bei der Luttensee-Kaserne, damals Teil des „Collective Camp Mittenwald“

Am 1. Mai 1945 wurde die Edelweiß-Kaserne kampflos von US-amerikanischen Soldaten übernommen und, gemeinsam mit der Karwendel-Kaserne (von 1945 bis 1964 noch „Pionier-Kaserne“) und der drei Kilometer entfernten Luttensee-Kaserne, als Teil des von der United Relief and Rehabilitation Administration betriebenen DP-Lagers („DP“: Displaced Persons) als „Collective Camp Mittenwald“ zunächst zur Unterbringung von slawischen Zwangsausgesiedelten aus Russland, Weißrussland, Litauen, Polen und der Ukraine genutzt. Diese wurden aus kleineren bzw. verkleinerten, aufgelösten Lagern, etwa aus Karlsfeld, in die Kasernen nach Mittenwald verlegt. Damit lebten im Juni 1946 insgesamt 3450 polnische, russische und ukrainische „Displaced Persons“ in der Edelweiß-Kaserne.
Nach der Verlegung eines Großteils der Ukrainer Ende Januar 1947 von der Luttensee-Kaserne in die heutige Karwendel-Kaserne und die Edelweiß-Kaserne beherbergte sie bereits im Juli 1947 allein über 3000 ukrainische Vertriebene und war damit „eines der größten ukrainischen [Vertriebenen]lager Deutschlands“. Dabei wählten die ukrainischen Vertriebenen – wie auch die anderen untergebrachten „ethnischen Gruppen“ im Jahr 1946 – regelmäßig eine eigene Vertretung, organisierten sich weitgehend selbst und betrieben in der Edelweiß-Kaserne unter anderem einen eigenen Kindergarten für insgesamt „einige hundert“ ukrainische Kinder, eine eigene Lagerpolizei, die mit der deutschen Polizei und der US-amerikanischen Militärpolizei kooperierte, sowie ein eigenes Krankenhaus. Außerdem wurde eine Bücherei, eine Grundschule, ein ukrainisches Realgymnasium, eine Pfadfindergruppe der Plast, zahlreiche Werkstätten, Dienstleistungsbetriebe und eigene Informationskanäle wie ein Lagerradio mit einem täglichen Abendprogramm gegründet.
Ende Januar 1950 votierten die insgesamt 600 verbliebenen, in der Pionier-Kaserne untergebrachten ukrainischen Vertriebenen für eine Verlegung in die Edelweiß-Kaserne. In Mittenwald wurden von 1946 bis 1951 ukrainische Zwangsausgesiedelte untergebracht – in die Sowjetunion unter Josef Stalin zurückgekehrte Vertriebene wurden häufig der „Kollaboration“ bezichtigt und teilweise wieder zur Zwangsarbeit gezwungen.

### Nutzung durch die Bundeswehr
Im Juli 1956 – nach der Gründung der Bundeswehr im November 1955 – wurden zunächst die Gebirgsjägerbataillone 104 und 114 in Mittenwald aufgestellt, in der Edelweiß-Kaserne war von Dezember 1956 bis zum 6. Juli 1960 die 1. Gebirgsdivision (1. GebDiv) stationiert. Dabei wurde die Edelweiß-Kaserne erstmals wieder durch deutsche Soldaten genutzt. 1957 wurden die Gebirgsjägerbataillone 104 und 114 zunächst in die Gebirgsjägerbataillone 8 und 18, im Rahmen der Umgliederung in die Heeresstruktur 2 1959 dann in die Gebirgsjägerbataillone 221 und 222 umbenannt – von April 1959 bis Ende September 1981 beherbergte die Edelweiß-Kaserne die Gebirgsjägerbrigade 22, bis diese zum 1. Oktober 1981 als „Panzergrenadierbrigade 22“ nach Murnau umgegliedert wurde. Darüber hinaus war von 1960 bis 1974 das Gebirgsversorgungsbataillon 8 in der Edelweiß-Kaserne stationiert.
Im Jahr 1964 erfolgte die Umbenennung der „Jäger-Kaserne“ in die „Edelweiß-Kaserne“.
Als Teil der 10. Panzerdivision bzw. der Gebirgsjägerbrigade 23 war das bis heute in der Edelweiß-Kaserne stationierte, etwa 800 Soldaten starke Gebirgsjägerbataillon 233 Teil der Krisenreaktionskräfte (KRK) der Bundeswehr und nahm unter anderem von 1993 bis 1994 an der UNOSOM II in Somalia, 1996 an der IFOR in Bosnien und Herzegowina und von Dezember 2002 bis April 2013 insgesamt siebenmal an der ISAF in Afghanistan teil. Von Oktober 2019 bis März 2020 wurden insgesamt 206 Soldaten des Gebirgsjägerbataillons 233 in Gao und Koulikoro in Mali eingesetzt.
Ab 2019 wurde die Edelweiß-Kaserne, wie auch die Karwendel-Kaserne, über drei Jahre für 30 Millionen Euro modernisiert. Die Garnison in Mittenwald umfasste zu diesem Zeitpunkt etwa 1500 Soldaten.

## Aktive Dienststellen
Folgende Dienststellen (Auswahl) sind aktuell in der Kaserne stationiert:
- Gebirgsjägerbataillon 233
- Beratungsbüro Mittenwald
- Unterstützungspersonal Kasernenkommandant Mittenwald
- Sanitätsversorgungszentrum Mittenwald
- Gebirgsversorgungskompanie 23